# El lladre de Bagdad (pel·lícula de 1924)
El lladre de Bagdad (títol original en anglès, The Thief of Bagdad) és una pel·lícula muda estatunidenca de capa i espasa de 1924 dirigida per Raoul Walsh, protagonitzada per Douglas Fairbanks i escrita per Achmed Abdullah i Lotta Woods. Adaptació lliure de Les mil i una nits, explica la història d'un lladre que s'enamora de la filla del Califa de Bagdad. El 1996, la pel·lícula va ser seleccionada per a la conservació al National Film Registry dels Estats Units per la Biblioteca del Congrés com a "important culturalment, històricament o estèticament". Ha estat traduïda al català.
Fairbanks va considerar que aquesta era la preferida de les seves pel·lícules, segons el seu fill. La gimnàstica imaginativa s'adaptava a l'estrella de l'atletisme, els moviments "com a gat, aparentment sense esforç" eren tan molta dansa com a gimnàstica. Juntament amb el seu anterior Robin Hood (1922), la pel·lícula va marcar la transformació de Fairbanks de comèdia brillant a una carrera en papers de "espatlles". La pel·lícula, forta en efectes especials (catifa voladora, soga índia i mostres temibles) i amb conjunts massius d'estil àrab, també va resultar ser un pas per a Anna May Wong, que va retratar una traïdora esclava mongol.
El lladre de Bagdad es considera avui àmpliament una de les grans pel·lícules mudes i la millor obra de Fairbanks. El biògraf de Fairbanks, Jeffrey Vance, escriu: "Una aventura fantàstica romàntica èpica inspirada en diversos contes de les Nits d'Àrabs, El lladre de Bagdad és el triomf artístic més gran de la carrera de Fairbanks. El magnífic disseny visual, espectacle, l'esplendor imaginatiu i els efectes visuals, juntament amb la seva actuació de bravura (encapçalant un repartiment de literalment milers), contribueixen a fer d'aquesta la seva obra mestra."
La pel·lícula es va refer diverses vegades; la versió en technicolor de 1940 divideix el personatge principal en dos: un príncep destituït i un lladre, aquest últim interpretat per Sabu.

## Argument
Ahmed (Douglas Fairbanks) és un lladre hàbil i enginyós que deambula despreocupadament pels carrers de Bagdad, escenari dels seus múltiples i reeixides lladregoteries. És un home feliç, perquè tot el que vol l'aconsegueix.
Un dia, ell i el seu soci (Snitz Edwards) decideixen robar en el palau del califa. A la nit, Ahmed escala els alts murs amb l'ajuda d'una corda màgica mentre el seu soci li espera fora. Aconsegueix accedir al lloc on es guarda un gran tresor, però després de veure adormida a la princesa (Julanne Johnston) s'enamora d'ella. Una esclava mongola (Anna May Wong) la descobreix i dona la veu d'alarma, però Ahmed aconsegueix fugir.

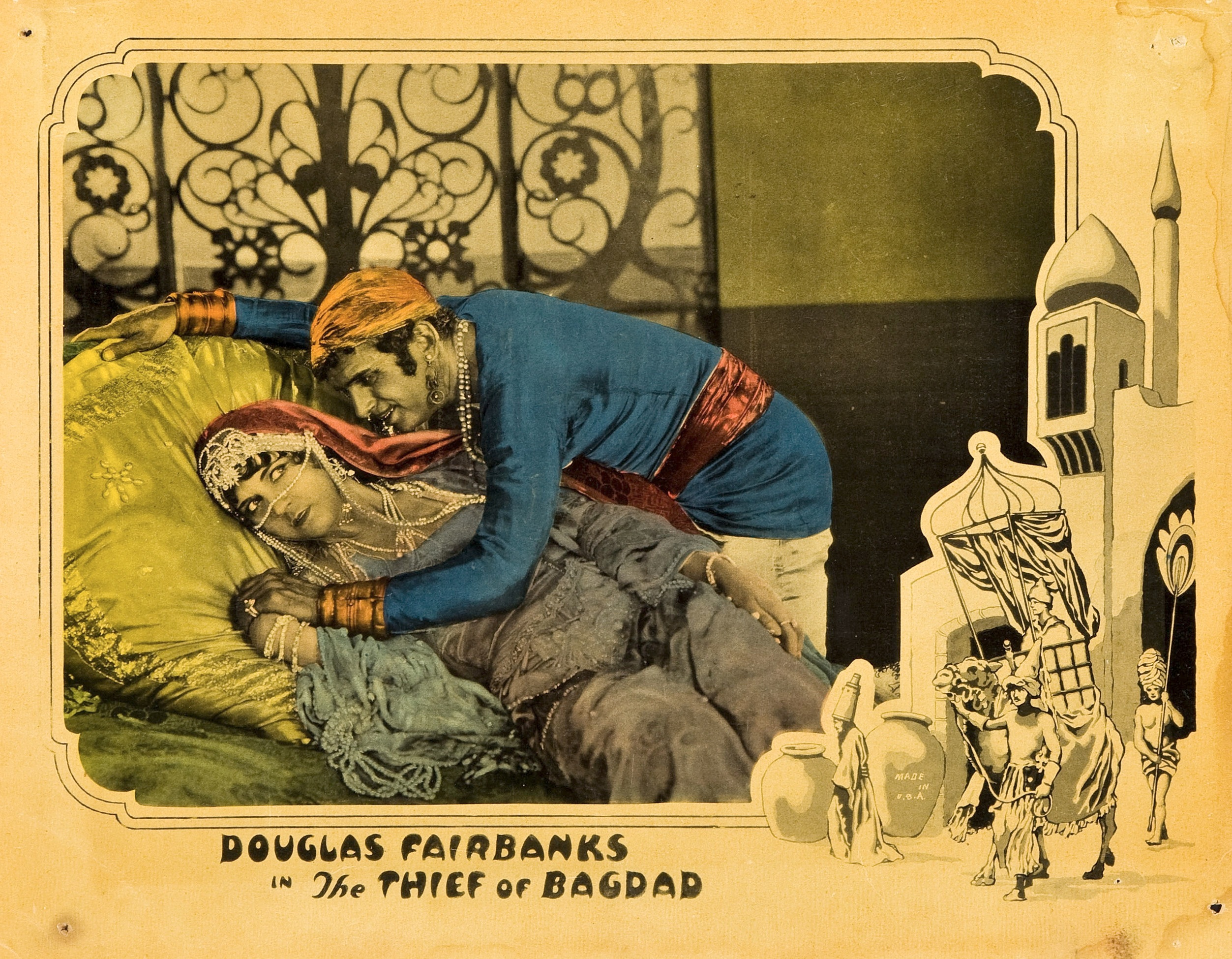
Escena de la pel·lícula en una Lobby Card.

L'endemà s'anuncia amb gran pompa per part del califa (Brandon Hurst) les futures noces de la seva filla i l'arribada en breu dels principals prínceps d'Àsia perquè la núvia triï entre ells: el príncep de Pèrsia (Mathilde Comont), el príncep de l'Índia (Noble Johnson) i el príncep Mongol (Sojin). Aquest, a més, té la intenció d'apoderar-se de la ciutat per a afegir-la als seus dominis.
Ahmed, ajudat pel seu soci, es fa passar per un príncep i és triat per la princesa, però en un accés de sinceritat li confessa a ella la seva veritable identitat i el seu amor per ella. L'esclava mongola el reconeix i el delata. És castigat a ser assotat abans de morir, però salva la vida gràcies a la princesa.
El califa obliga la seva filla a tornar a triar entre els pretendents. Per guanyar temps, la princesa li proposa al seu pare que els enviï a terres llunyanes a la recerca d'un tresor, i que tornin al cap de set llunes. Qui porti el tresor més estrany i meravellós serà l'escollit.
Ahmed, que sempre havia estat escèptic en matèria religiosa, acudeix a la mesquita i consulta la seva situació amb un home sant (Charles Belcher), qui li diu que cal lluitar per la felicitat i que ha de ser ell mateix qui conquisti el seu destí.
Ahmed partirà per a poder aconseguir un valuós tresor i així poder casar-se amb la princesa. Però en el seu camí haurà de passar greus situacions de perill i viurà extraordinàries i fantàstiques aventures.

## Repartiment

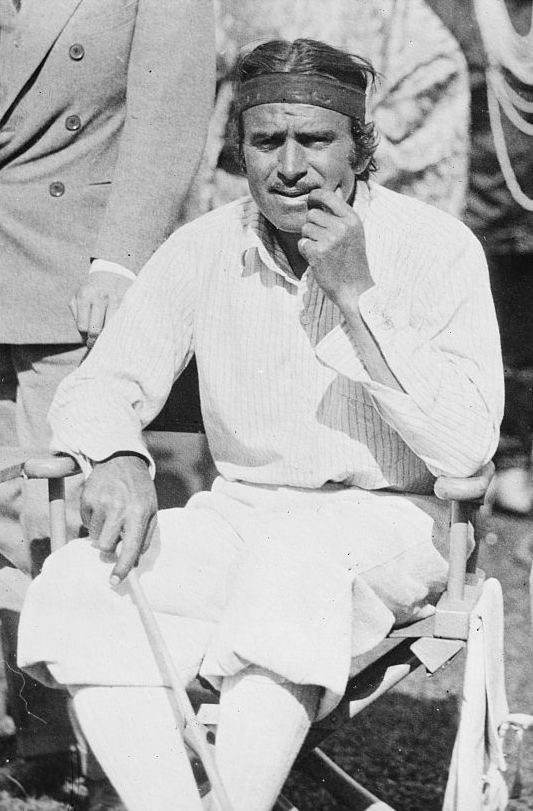
Douglas Fairbanks durant el rodatge d' El lladre de Bagdad.

- Douglas Fairbanks com a Ahmed, el lladre de Bagdad
- Snitz Edwards com el seu malvat associat
- Charles Belcher com a Home sagrat (Imam) / Narrador
- Julane Johnston com a la princesa. Johnston havia aparegut l'any anterior en una altra fantasia de les Nits Àrabs, l'ara perduda The Brass Bottle, dirigida per Maurice Tourneur
- Sojin Kamiyama com a Cham Shang, príncep dels mongols
- Anna May Wong com l'esclava mongol
- Brandon Hurst com el califa
- Tote Du Crow com a L'endeví
- Noble Johnson com el príncep de les Índies
- Mathilde Comont com el príncep de Pèrsia (sense acreditar)
- Sam Baker com a l'espadatxí[8]
- Sadakichi Hartmann com el màgic de la cort[9] (uncredited)
- Laska Winter com a esclau del llaüt (sense acreditar)

L'excèntric soldat de la Segona Guerra Mundial Jack Churchill va tenir un paper no acredita, així com el músic de blues Jesse Fuller.

## Producció

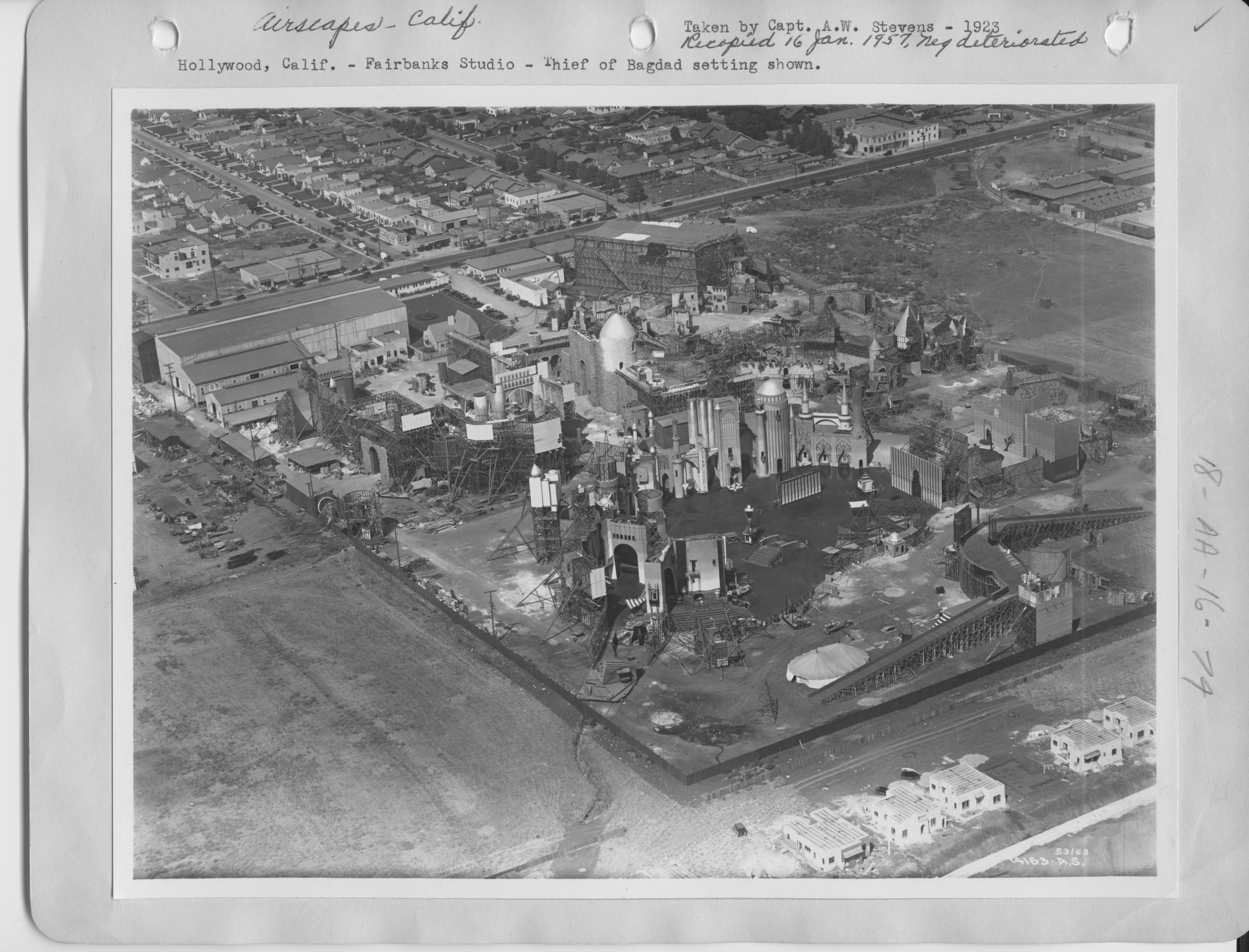
Foto aèria del set

Fairbanks va intentar fer una èpica. Escenificada amb luxe en un plató d'estudis de Hollywood, amb un cost reputat d'1.135.654,65 dòlars, El lladre de Bagdad va ser una de les pel·lícules més cares dels anys vint. El director d'art William Cameron Menzies va ser el principal responsable del disseny de producció, seguint de prop els requisits establerts per Fairbanks, que va actuar com a guionista, productor i estrella. L'atenció meticulosa de Fairbanks als detalls, així com les complexes imatges visuals, requerien l'ús d'efectes especials d'última generació, amb una corda màgica, un cavall volador, una catifa voladora i maquetes de palau a gran escala.

## Música
Douglas Fairbanks va animar el respectat compositor Mortimer Wilson a oferir una partitura clàssica de ple dret. Wilson va compondre leit-motivs per a cada personatge i els va desenvolupar simfònicament. També va passar moltes hores a la sala de muntatge treballant per combinar la seva música amb la pel·lícula. La partitura ha estat reconstruïda per Mark Fitz-Gerald i gravada. Un article del Literary Digest del 1924 detalla el treball de Wilson a la pel·lícula (i inclou una foto del compositor). Wilson també va escriure la música de les dues pel·lícules següents de Fairbanks, Don Q, Son of Zorro (1925) i The Black Pirate (1926).

## Recepció
Glenn Erickson va elogiar la pel·lícula, escrivint:
| « | Cada època té els seus entreteniments meravellosos, i El lladre de Bagdad de 1924 va transportar el públic a un nou nivell de fantasia imaginativa. Va tenir l'estrella més gran de l'època en una producció que va eclipsar qualsevol cosa que ningú hagués vist mai... Ha escenaris més grans que els d'Intolerance i escenes de multituds disfressades per rivalitzar amb els enormes espectacles italians d'aleshores. A més, la imatge està plena d'efectes especials elaborats, molts dels quals encara tenen el poder d'impressionar. ... Alguns crítics prefereixen les aventures modernes anteriors de Douglas Fairbanks a les èpiques de vestuari dels seus anys vint, però aquestes encara enlluernen l'espectador. En poques paraules, el disseny i l'execució generals de la producció (escenografia, vestuari, il·luminació, efectes especials) estan tan estretament coordinats que la il·lusió de grandesa és completa. | » |

Darragh O'Donoghue opina que:
| « | "El primer rodet proporciona una de les alegries més pures que pot oferir el cinema mut... On inicialment hi havia hagut una equivalència satisfactòria entre les aventures discretes d'Ahmed com a lladre psicològicament plausible a la Mesopotàmia medieval i Ahmed com a figura quotidiana universal, als darrers dos terços de la pel·lícula, l'antiga superestructura distintiva dona pas a una mena de Pilgrim's Progress en arrossegament orientalista... Les seqüències d'aventures es posen en escena com quadres de fira i no tenen cap interès pel procés físic o la inversió emocional que van fer els primers rodets tan emocionants... Després de prometre un somni, aquesta gran, però defectuosa pel·lícula, finalment fa dormir el seu públic. | » |

## Honors
El juny de 2008, l'American Film Institute va revelar el seu 10 Top 10, les 10 millors pel·lícules en 10 gèneres cinematogràfics "clàssics" nord-americans. Després d'enquestar a més de 1.500 persones de la comunitat creativa, El lladre de Bagdad va ser reconeguda com la novena millor pel·lícula del gènere fantàstic.

## Estat de conservació
El George Eastman Museum té una impressió positiva de triacetat de 16 mm.

## Remakes
La pel·lícula del mateix nom de 1940 va convertir el personatge principal, interpretat per Sabu, un company d'un príncep guapo més que no pas el protagonista. L'actor indi M. G. Ramachandran va assumir el paper d'Ali, el lladre de Bagdad a la pel·lícula de 1960 Baghdad Thirudan. La pel·lícula de 1924 es va tornar a fer directament a Europa el 1961 com a Il Ladro di Bagdad, amb Steve Reeves al capdavant, mentre que una pel·lícula de 1978 feta per a televisió combinava elements argumentals d'aquests amb altres de la versió Sabu.
Una sèrie de pel·lícules índies es van fer sota els títols de: Baghdad Ka Chor (El lladre de Bagdad) el 1934, 1946, 1955; Baghdad Gaja Donga (El lladre de Bagdad) el 1968; i Lladre de Bagdad el 1969 i el 1977. A l'Índia també es va fer una sèrie de televisió,  Thief of Bagdad i es va emetre a Zee TV entre 2000 i 2001.

## Vídeo casolà
El lladre de Bagdad és de domini públic i s'han publicat moltes còpies barates i en blanc i negre sense restaurar en VHS i DVD. Una versió restaurada va aparèixer per primera vegada en DVD dels EUA l'any 1998, distribuït per Image Entertainment. Presentava un tintat de color original i un acompanyament musical arranjat a partir de la música original de 1924 interpretada el 1975 per Gaylord Carter en un orgue de tubs de teatre Wurlitzer. Kino International va reeditar el DVD l'any 2004, aquesta vegada amb una impressió més llarga i millorada i partitura de conjunt de cambra. La pel·lícula també ha estat estrenada en Blu-ray per la Cohen Film Collection (EUA) el 2013 i Eureka! Entertainment (UK) el 2014. Aquesta versió inclou una partitura orquestral de Carl Davis i un comentari d'àudio del biògraf de Fairbanks Jeffrey Vance.